# Нурагус
Нурагус (итал. Nuragus) је насеље у Италији у округу Каљари, региону Сардинија.
Према процени из 2011. у насељу је живело 926 становника. Насеље се налази на надморској висини од 363 м.

## Становништво
Према резултатима пописа становништва 2011. у општини је живело 942 становника.
| 1931. | 1936. | 1951. | 1961. | 1971. | 1981. | 1991. | 2001. | 2011. |
| ----- | ----- | ----- | ----- | ----- | ----- | ----- | ----- | ----- |
| 1.107 | 1.194 | 1.425 | 1.395 | 1.143 | 1.030 | 1.069 | 1.025 | 942   |